# Ii (Finlândia)
Ii ou Ijo em Sueco é um município da província de Northern Ostrobothnia, na Finlândia.

## História do Nome
Há uma série de estudos sobre a origem do nome. De acordo com um levantamento Ii pode ser uma variante da palavra Lappish.

## História
O município é atravessado pelos rios Ii, Olhavanjoki e Rio Seco. Antigamente eram importantes cursos de água. Há indicios que a região seja habitada desde a idade da Pedra. Na Idade Média, rios eram ricos em peixes, atraindo pescadores. Ii foi um dos pioneiros da indústria no norte da Finlândia, em 1738.

## População
A população no município é de 9 382, com uma densidade demográfica de 6,19 hab. Km². Desde 1980 a população vem crescendo, e a razão para esse aumento populacional é o investimento na área de serviços, educação e emprego, podendo citar também a localização deste, que se encontra a 37 km de Oulu.

## Natureza
A paisagem é caracterizada por pântanos , pradarias e mata de pinhais que cobrem uma grande parte do  município. Também são encontrados grande quantidade de granito, xisto e quartzo na região. As planícies e pradarias encontram-se na direção leste, enquanto na direção oeste estão os pinhais.